# Daeryun-dong
Daeryun-dong (koreanska: 대륜동) är en stadsdel i staden Seogwipo i provinsen Jeju i den södra delen av Sydkorea, 500 km söder om huvudstaden Seoul. Daeryun-dong ligger på södra delen av ön Jeju. Här finns fotbollsarean Jeju World Cup Stadium.
Till stadsdelen hör ön Beomseom 1,5 km från fastlandet.

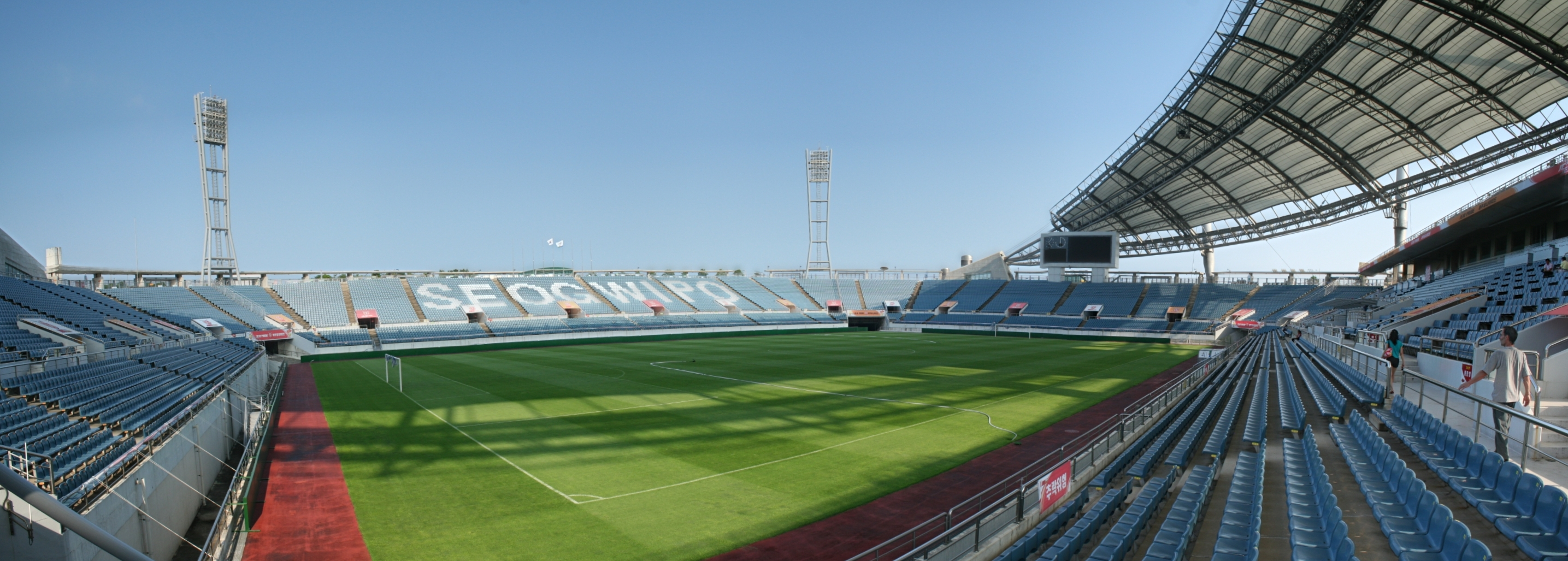
Jeju World Cup Stadium